# Ulysse Paquin

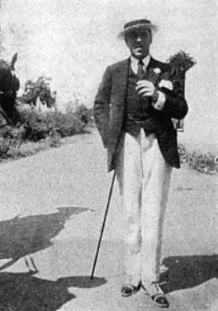

Ulysse Paquin (* 20. Juli 1885 in Alpena, Michigan, Vereinigte Staaten; † 16. November 1972 in Montreal, Kanada) war ein kanadischer Opernsänger (Bass).

## Leben und Wirken
Paquin absolvierte eine Ausbildung bei den Jesuiten zunächst in Chicago, dann in Montreal und wurde Bankmanager. 1913 entschied er sich für eine Laufbahn als Sänger und nahm Unterricht bei Albert Clerk-Jeannotte und Salvator Issaurel. Er war sechs Jahre Chor- und Solosänger an der Gesù Church und wurde 1916 Chorleiter an der St-Sacrement Church. 1920 ging er nach New York. Dort nahm er Unterricht bei Giovanni Martinelli, mit dem er auch gelegentlich auftrat, und war Solosänger an der St Patrick's Cathedral sowie der St Vincent-Ferrier Church.
1923 reiste Paquin nach Paris, wo er Schüler von Rodolphe Plamondon wurde. Er trat mit diesem in Paris auf und unternahm mit ihm Konzerttourneen durch Québec (1924) und Neuengland (1925). Konzerte gab er auch als Solosänger und Mitglieder des Montreal Quartet und des Quatuor Arion. Als Opernsänger sang er u. a. den Friar Lawrence in Gounods Roméo et Juliette, den Escamillo in Carmen, den Tambourmajor in Ambroise Thomas’ Le Caïd und den Sganarelle in Poises L’Amour Médecin. Frédéric Pelletier widmete ihm Mensonges und Recueillement und Rodolphe Mathieu Hiver. Paquin war mit der Pianistin Luce Chamberland, einer Schwester des Geigers Albert Chamberland, verheiratet.